# Burgstall Winterstettenstadt
Der Burgstall Winterstettenstadt bezeichnet eine abgegangene Burg in Winterstettenstadt, einem Ortsteil der Gemeinde Ingoldingen im Landkreis Biberach in Baden-Württemberg. 
Die Turmburg wurde von den Herren von Habsburg erbaut und war 1363 Pfand der Herren von Rammingen. 1406 ging die Burg dann ebenfalls pfandweise an die Herren von Neuneck über. Von der ehemaligen Burganlage ist nichts erhalten. 